# Довгі мури

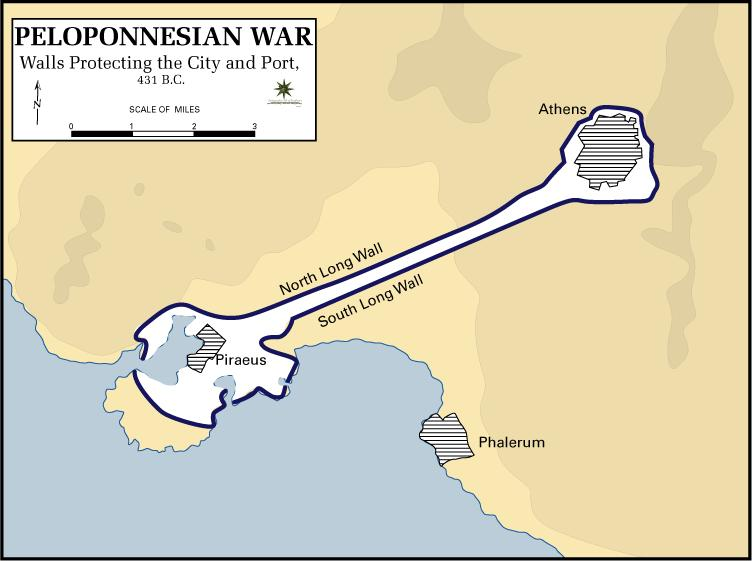
«Довгі мури» між Афінами і Піреєм у 431 р. до н. е.

Довгі мури (дав.-гр. Μακρά Τείχη) — в Стародавній Греції фортифікаційні споруди, що з'єднували місто, розташоване на відстані від моря, з його портом, або портами. Завдяки цьому містяни могли витримувати тривалі облоги з суходолу, маючи змогу постачати харчі та інші товари морем.
Коринф поєднувався довгими мурами з Лехеоном (або Лехеєм), Афіни — з Піреєм і Фалероном. Мегарці, за допомогою афінян, збудували мури між Мегарами і Нісеєю, аргівяни — між Аргосом і Теменієм. Власні «довгі мури» були також у Патр і Міласа. Найвідомішими «довгими мурами» вважалися афінські.

## Афінські довгі мури
В Стародавніх Афінах будівництво грандіозних стін навколо власне міста і морського порту в Піреї за порадою Фемістокла почали 460 до н. е., в добу правління Кімона, після навали персів під проводом Ксеркса. У випадку облоги довгі мури мали не дати ворогу відрізати Афіни від морського постачання і перетворили місто на неприступну фортецю.
Спартанці були стурбовані будівництвом подібних споруд, оскільки вважали, що афіняни готуються до війни. 431 до н. е. демократична угруповання Керкіри (колонії Коринфа) звернулася за допомогою до Афін, щоб прийти до влади. Це викликало гнів Коринфа. Будучи союзником Спарти, Коринф наполіг на війні з Афінами. Спартанці, підтримані членами Пелопоннеського союзу, оголосили війну афінянам та іншим членам Делоського союзу, і в той же рік потужне спартанське військо вторглося в Аттику.
Афінські довгі мури були вперше зруйновані після поразки афінян у Пелопонеській війні близько 404 до н. е. Встановлений спартанцями в Афінах олігархічний режим «тиранії тридцяти» у 403 році повалений демократами, очолюваними Фрасібулом. афіни вміло використали протиріччя, що виникли між Спартою і Персією, а за стратега Конона Афіни знову отримали можливість створити власний флот. Зруйновані довгі мури були відновлені.
Остаточно довгі мури в Афінах зруйнував 86 до н. е. римський полководець Луцій Корнелій Сулла. Донині збереглись лише фрагменти.

## Мегарські довгі мури
У Мегарах довгі мури почали будувати невдовзі після 460 р. до н. е., коли місто вийшло із складу Пелопоннеського союзу і звернулося за допомогою до афінян. Власне і самим будівництвом опікувалися афіняни. Мури витримали кількарічну облогу під час війни із Коринфом і Спартою, проте для самих містян стали своєрідним символом афінської окупації. Тим більше, що після розриву відносин з Афінами, їхній гарнізон затримався в Нісеї і залишив її тільки після укладання 30-річного миру (446 р. до н. е.).
З початком Пелопоннеської війни (431 р. до н. е.) мури захищали мегарців вже від самих афінян. І хоча ті самі їх будували, взяти штурмом творіння своїх рук не змогли. Лише у 424 р. до н. е. внаслідок змови афінський загін потрапив усередину — але лише тому, що йому відкрили ворота. Після цього мури були зруйновані місцевими мешканцями за допомогою спартанців.
У 340 р. до н. е. остерігаючись Філіпа Македонського, який в той час перебував з військом у Фокіді, мегарці знову звернулися по допомогу до афінян. Ті надіслали загін під проводом Фокіона, який допоміг відновити довгі мури. У 307 до н. е. Деметрій Поліоркет (чиє прізвисько, власне, і означає «здобувач міст») взяв Мегари штурмом і зруйнував мури — тепер назавжди.